# 富良野警察署
富良野警察署（ふらのけいさつしょ）は、北海道警察旭川方面本部が管轄する警察署の一つである。署長は警視。

## 管轄地域
- 富良野市
- 空知郡
  - 上富良野町
  - 中富良野町
  - 南富良野町
- 勇払郡
  - 占冠村

## 沿革
- 1901年　旭川警察署下富良野巡査派出所が設置される
- 1921年　富良野警察署に昇格
- 1948年　富良野地区警察署と富良野町警察署に分離発足
- 1951年　富良野町警察署が廃止され、富良野地区警察署に統合された
- 1954年　北海道警察に統合され、旭川方面富良野警察署となり、現在に至る

## 組織
【出典】
- 署長（警視）
- 副署長
- 警務課（警務係、犯罪被害者支援係、相談係、管理係）
- 会計課（会計係）
- 地域課（地域係）
- 刑事・生活安全課（生活安全係、刑事係）
- 交通課（交通係）
- 警備係

## 交番・駐在所
括弧内は所在地を表す。

### 富良野市
- 駅前交番（富良野市日の出町2-10）
- 東山駐在所（富良野市字東山）
- 山部駐在所（富良野市字山部東2-23）
- 麓郷駐在所（富良野市字麓郷市街地5）

### 上富良野町
- 上富良野交番（空知郡上富良野町宮町1丁目1-34）

### 中富良野町
- 中富良野駐在所（空知郡中富良野町本町6-45）

### 南富良野町
- 幾寅駐在所（空知郡南富良野町字幾寅774-3）
- 落合駐在所（空知郡南富良野町字落合1180-4）
- 金山駐在所（空知郡南富良野町字金山1119-5）

### 占冠村
- 占冠駐在所（勇払郡占冠村字中央）